# Volodymyr Vynnyčenko
Volodymyr Vynnyčenko (ukr.: Володимир Кирилович Винниченко – Volodymyr Kyrylovyč Vynnyčenko); (Kropyvnyckyj, 28. srpnja 1880. – Mougins, 6. ožujka 1951.) ukrajinski je pisac, dramaturg, politički aktivist i revolucionarni političar Ukrajinske Narodne Republike. Danas je Vinničenko na području ukrajinske književnosti priznati vodeći modernist, predrevolucionarni ukrajinski pisac, koji je pisao kratke pripovjesti, novele, igrokaze i druge vrste djela, ali su ona u sovjetskoj Ukrajini više od 50 godina bila zabranjena, isto kao i u slučaju brojnih ukrajinskih autora.
Pred ulazak u ukrajinske političke vode, Vinničenko je bio dugogodišnji društveno-politički aktivist, koji je radi svojih političkih stajališta izbivao u zapadnoj Europi od 1906. do 1914. godine. Njegova djela između ostalog prikazuju i predrasude prema unutarnjoj politici glomaznoga Ruskog Carstva te odnosu prema njegovom potlačenom i osiromašenom radničkom staležu. Tijekom svog izbivanja u inozemstvu, Vinničenko je 1919. napisao proukrajinsko djelo «Preporod nacije» (ukr. Вiдродження нацiї) u kojoj piše o ukrajinskoj revoluciji u sklopu poznatije ruske. 
Političar Volodimir Vinničenko je u razdoblju od 19. prosinca 1918. do 10. veljače 1919. obnašao dužnost predsjednika Ukrajinske Narodne Republike. 

## Litertura
- Panchenko, Volodymyr. Budynok z khymeramy: Tvorchist' Volodymyra Vynnychenka 1900-1920 r.r. u evropeys'komu literaturnomu konteksti. (A building made of chimeras: the creative work of Volodymyr Vynnychenko 1900-1920 in the European literary context.) Narodne Slovo: Kirovohrad, 1998.
- Rudnytsky, Ivan L. ‘Volodymyr Vynnychenko’s Ideas in the Light of his Political Writings’, in Ivan L. Rudnytskyi, Essays in Modern Ukrainian History, Edmonton, 1987, pp.417-36.
- Struk, Danylo Husar. "Vynnychenko's Moral Laboratory." In Studies in Ukrainian Lilterature 1984-1985.
- Bahrii-Pykulyk, Romana. "Rozum ta irrattsiional'nist' u Vynnychenkomu romani." (Reason and irrationality in Vynnychenko's novel.) Suchasnist'(New York) 27, no.4 (1987): 11-22.
- Czajkowsky, Melanie. ‘Volodomyr Vynnychenko and his Mission to Moscow and Kharkiv’, Journal of Graduate Ukrainian Studies, 1978, Vol. 3, No.2, pp.3-24.
- Kostiuk, Hryhory. Volodymyr Vynnychenko ta ioho doba. (Volodymyr Vynnychenko and his era.) New York: UAAS, 1980.
- Laschyk, Eugene. "Vynnychenko's Philosophy of Happiness." In Studies in Ukrainian Literature 1984-1985.

## Vanjske poveznice
- Životopis (engl.) u Enciklopediji Ukrajine
- Ukrajinska socijaldemokratska radnička stranka (engl.) u Enciklopediji Ukrajine
- Невідомі документи ЦК РКП(б) про В. Винниченка (ukr.)  Arhivirana inačica izvorne stranice od 20. studenoga 2008. (Wayback Machine)
- Про В. Винниченка на "Урядовому порталі" (ukr.)